# Franz Anton Pilgram

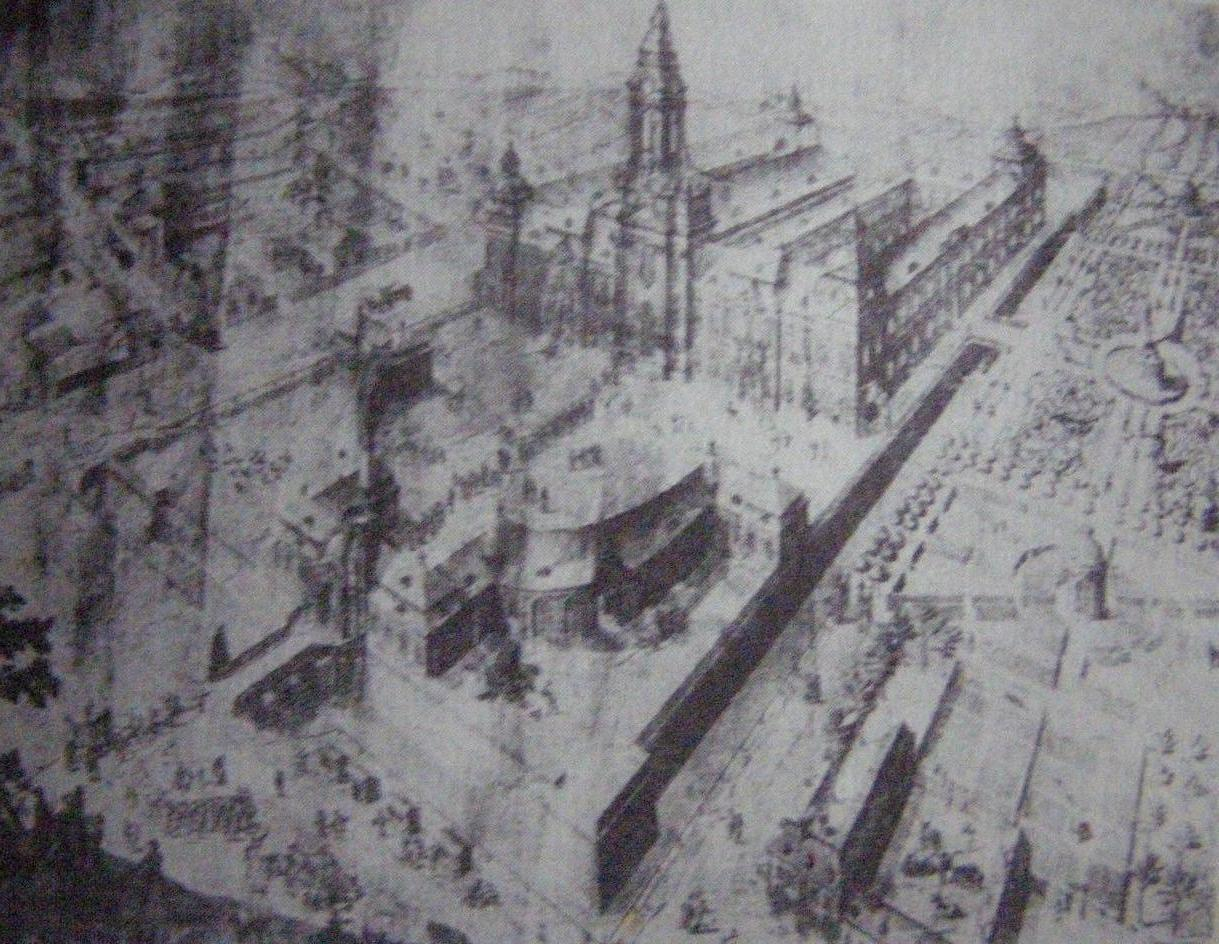
Szentgotthárd, cisterciácký klášter ve Sv. Gotthardu

Franz Anton Pilgram (7. června 1699, Feldkirchen in Kärnten – 28. nebo 29. října 1761, Vídeň) byl rakouský barokní architekt, který se proslavil jako stavitel klášterů a chrámů na území bývalé habsburské monarchie. Pro jeho díla je charakteristická slohová čistota, kvalita a vyváženost architektonických i výtvarných složek.

## Životopis
Učňovské roky prožil ve stavební dílně svého strýce Franze Jänggla a jako společník s ním pracoval v klášteře Göttweig a v Heiligenkreuzu. Po jeho smrti v roce 1734 se osamostatnil. Během studijní cesty do Itálie se seznámil s díly Francesca Borrominiho, Pietra Cortony a Carla Rainaldiho. V roce 1727 ho přijali za mistra vídeňského zednického a kamenického cechu a v roce 1731 se stal dolnorakouským zemským stavebním mistrem. Jeho úspěšná kariéra vpadla do časů generační a národnostní změny, kdy se začali prosazovat domácí rakouští mistři na úkor dosud dominujících italských architektů a stavitelů.

### Stavitel kostelů
Pilgram byl především stavebním podnikatelem, praktikem. Díky svým schopnostem se z měšťanského stavebního mistra vypracoval na samostatného architekta a projektanta staveb. Žádaný, spolehlivý a profesionálně zdatný Kirchenbaumeister neboli stavitel kostelů, se osvědčil ve službách církevní aristokracie, opatů a biskupů, kteří jej angažovali jako architekta, stavebního mistra, technika a dekoratéra (navrhoval i zařízení – oltáře, kazatelny, varhanní empory). Navrhl, resp. realizoval asi třicet kostelů a klášterů v bývalé habsburské monarchii. Ovlivnil jej Johann Lukas von Hildebrandt, s nímž se setkal při přestavbě benediktinského kláštera v Göttweigu (1726–1746). Pro cisterciáky pracoval ve Sv. Gotthardu (1728–1755) a v Heiligenkreuzu (1729–1755), pro premonstráty v Louce a v Jasově (1750–1766), pro alžbětinky v Bratislavě (1739–1743), ve Vídni a v Linci, vypracoval plány a vedl výstavbu kamaldulského kláštera v Majku (1734–1761) podle vzoru kamaldulského kláštera v Nitře.

### Pilgram a Slovensko
Franz Anton Pilgram je autorem několika reprezentativních staveb, jimiž přinesl na území Slovenska prvky římského radikálního baroka formovaného rakouským uměleckým prostředím. Díky mecenášským a investičním aktivitám ostřihomského arcibiskupa Imricha Eszterházyho mohla v roce 1739 začít pod Pilgramovým vedením realizace Kostela a kláštera sv. Alžběty na severovýchodním předměstí Bratislavy. Pilgram se zde představil jako syntetizující eklektik bravurně komponující architekturu s kvalitní výtvarnou výzdobou Paula Trogera a Ludvíka Godeta. Podařilo se mu tak vytvořit jeden z nejvýznamnějších barokních kostelních interiérů na Slovensku. V exteriéru kostela zase využil prostředky dynamického baroka ve zvlněném motivu jednověžové fasády s uplatněním sochařské výzdoby. V Bratislavě se Pilgramovi připisují další stavby, zatím však archivně nedoložené: dokončení Kostela sv. Trojice s budovou fary na západním předměstí Bratislavy (po smrti Franze Jänggla) či přestavba věže Staré radnice.
Významnou Pilgramovou zakázkou byla i obnova biskupské Baziliky svatého Jimrama v Nitře poškozené v roce 1745. Navázal zde na dvě předchozí barokizace kostela od dosud neznámých autorů z let (1722–1642 a 1710–1736). V katedrále s prostorovou hierarchií hmot byly ze statických důvodů obnoveny pouze zadní klenby lodi, ačkoli Pilgram vyhotovil pro nitranského biskupa návrh celkové revitalizace horního kostela katedrály. Pilgramovi se připisuje i spolupráce s rakouským sochařem Martinem Vögerlem na mariánském morovém sloupu v Nitře (1750) a stavba Kaple Bolestné Panny Marie v Galantě pro rod Eszterházyů, jež byla postavena v roce 1741 a zbořena roku 1962.

## Dílo
- Bratislava , alžbětinský klášter
- Bratislava , kostel sv. Trojice
- Bratislava , Stará radnice
- Fertőrákos , zámeček
- Furth bei Göttweig , benediktinský klášter Göttweig
- Galanta , kaple Panny Marie Bolestné
- Heiligenkreuz , cisterciácký klášter, kalvárie
- Jasov , premonstrátský klášter
- Linec , alžbětinský klášter
- Majk , kamaldulský klášter
- Nitra , katedrála sv. Jimrama
- Nitra , Mariánský morový sloup
- Riegersburg , zámeček
- Szentgotthárd , cisterciácký klášter
- Vídeň , palác Rottalů
- Znojmo , premonstrátský klášter Louka